# Matthiasstraße (Trier)
Die Matthiasstraße ist eine Straße in Trier im Stadtteil Trier-Süd. Sie ist die südliche Verlängerung der Saarstraße und bildet den Kern des ehemals unabhängigen Straßendorfs St. Matthias, das 1888 von Trier eingemeindet wurde. Benannt ist die Straße wie das Stadtviertel nach der Benediktinerabtei St. Matthias, die sich am südlichen Straßenende befindet. Die namensgebende Abtei ist straßenbildprägend und steht unter Denkmalschutz. Des Weiteren befindet sich an Hausnummer 44 das Schneiderskreuz. Die Straße ist eine der Hauptgeschäftsstraßen von Trier.